# César Lumbreras
César Lumbreras Luengo (Adanero, Ávila, 1955) es periodista español, colaborador en La Razón y director de Agropopular, programa radiofónico de la Cadena COPE que se emite desde hace más de tres décadas.
César ha sido asimismo colaborador de los periódicos El País y ABC.

## Premios y distinciones
- Premio Ondas a la trayectoria,[2]

- Insignia de Oro de la organización profesional agraria ASAJA, 2 de mayo de 2009.

- Insignia de Oro de Guijuelo[3]

- Insignia Oblea de Oro de Cipérez[4]

- Premio ICAM y ASAJA Sevilla, VIII edición (2017).[5]